# Грязная гроза
Грязная гроза (англ. Dirty thunderstorm; также Вулканическая молния — англ. Volcanic lightning) — это погодное явление, характеризующееся образованием молнии в облаке пепла, поднимающегося из жерла вулкана во время извержения.

## Формирование
После того как шлейф начал ходить по ветру, он, казалось, начинает жить своей собственной жизнью и производит около 300 более или менее нормальных молний. Смысл в том, что он производит больше заряда, чем в начале. В противном случае шлейф не может продолжать создавать молнию.
— Мартин Уман, директор программы по изучению молний Флоридского университета
Молния образуется в результате столкновения больших электрических потенциалов, представляемых отрицательно заряженными падающими частицами золы и положительно заряженными сгущенными вулканическими газами, в столбе пепла, поднимающемся шлейфом в воздух во время извержения вулкана. При этом, чем меньше размер частиц, тем больше образуется вспышек. Помимо этого, во время извержения высвобождаются значительные объёмы воды, которые могут стать источником энергии для вулканических молний. Механизм генерирования электрических зарядов грязных гроз почти идентичен формированию обычных молний, когда между собой в облаке сталкиваются частицы льда и капли воды.

## Примеры
Грязные грозы являются распространённым явлением и наблюдались с древних времён, в частности первый подтверждённый случай молнии произошёл во время извержения Везувия в 79 году н. э., а начиная с 1940-х годов там же их начали запечатлевать на фотоплёнку. Наиболее известные из вулканических молний наблюдались при извержениях вулканов Галунггунг (Индонезия, 1982 год), Пинатубо (Филиппины, 1991 год), Ринджани (Индонезия, 1994 год), Августин (США, 2006 год), Чайтен (Чили, 2008 год), Килауэа (США, 2008 год), Редаут (США, 2009 год), Мерапи (Индонезия, 2010 год), Эйяфьядлайёкюдль (Исландия, 2010 год), Симмоэ (Япония, 2011 год), Сакурадзима (Япония, 2015 год), Кальбуко (Чили, 2015 год). Предпоследний вулкан является наиболее активным в мире, вследствие чего во время его извержений регулярно наблюдаются грязные грозы.
Самая мощная молниевая активность (не только вулканическая, но и всех типов молний) за всю историю наблюдений случилась 15 января 2022 года во время извержения вулкана Хунга-Тонга-Хунга-Хаапайи. Фиксировалось более 2600 вспышек в минуту (более сорока в секунду). Была зафиксирована самая высотная молния на высоте в диапазоне 20-30 км.

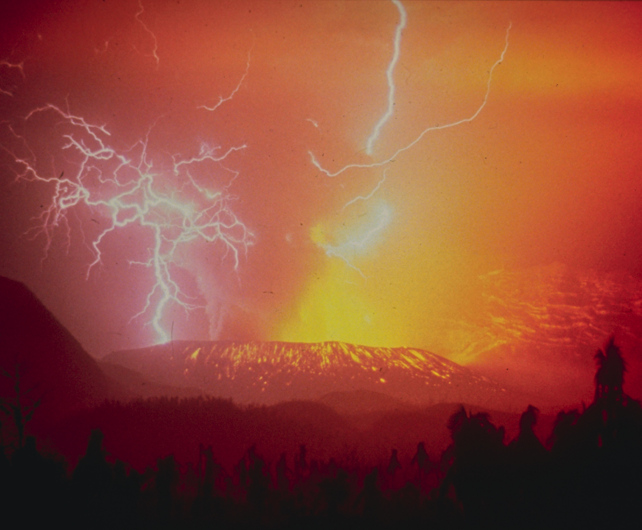
Галунггунг, 1982 год.
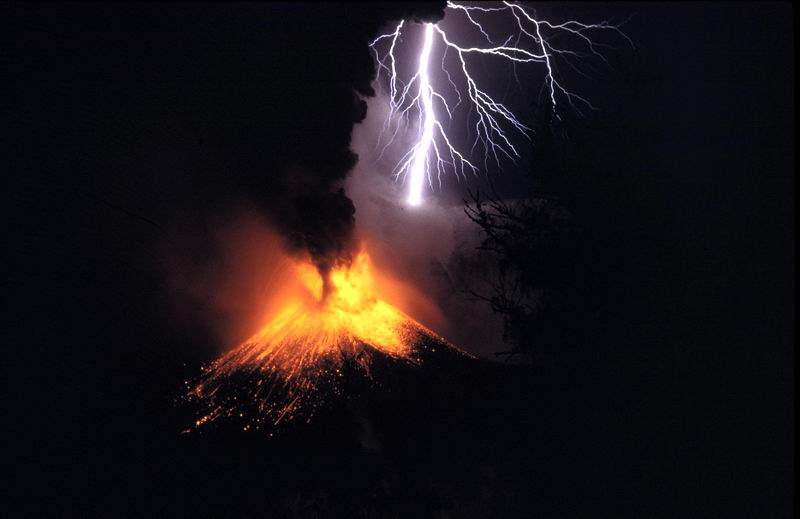
Ринджани, 1994 год.
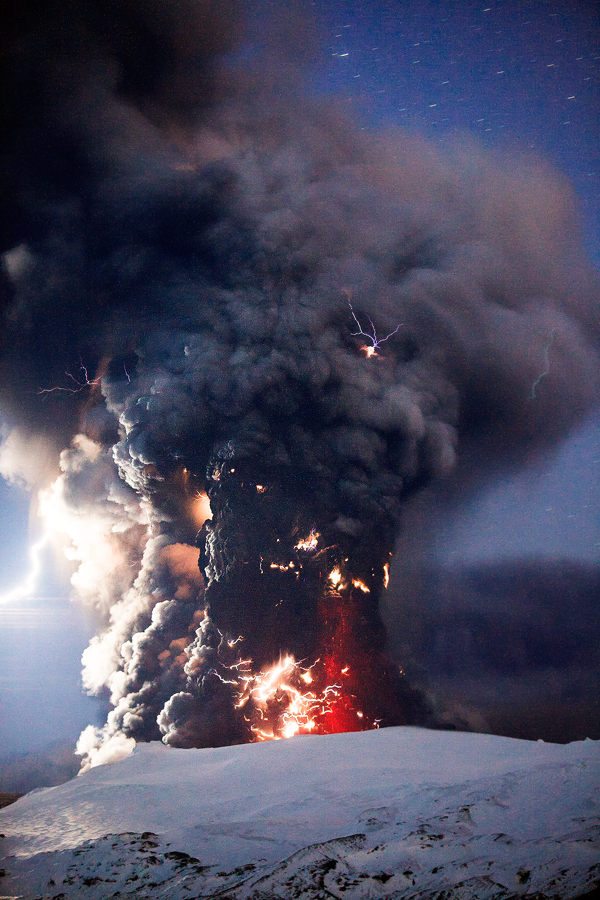
Эйяфьядлайёкюдль, 2010 год.
Хунга-Тонга-Хунга-Хаапай, 2022 год.